# Donji Martinići
Donji Martinići är ett samhälle i Montenegro. Det ligger i den centrala delen av landet, 13 km nordväst om huvudstaden Podgorica. Donji Martinići ligger 66 meter över havet och antalet invånare är 200.
Terrängen runt Donji Martinići är huvudsakligen kuperad, men norrut är den bergig.Runt Donji Martinići är det ganska glesbefolkat, med 48 invånare per kvadratkilometer. Närmaste större samhälle är Podgorica, 12,9 km sydost om Donji Martinići. 